# Bucle d'inducció

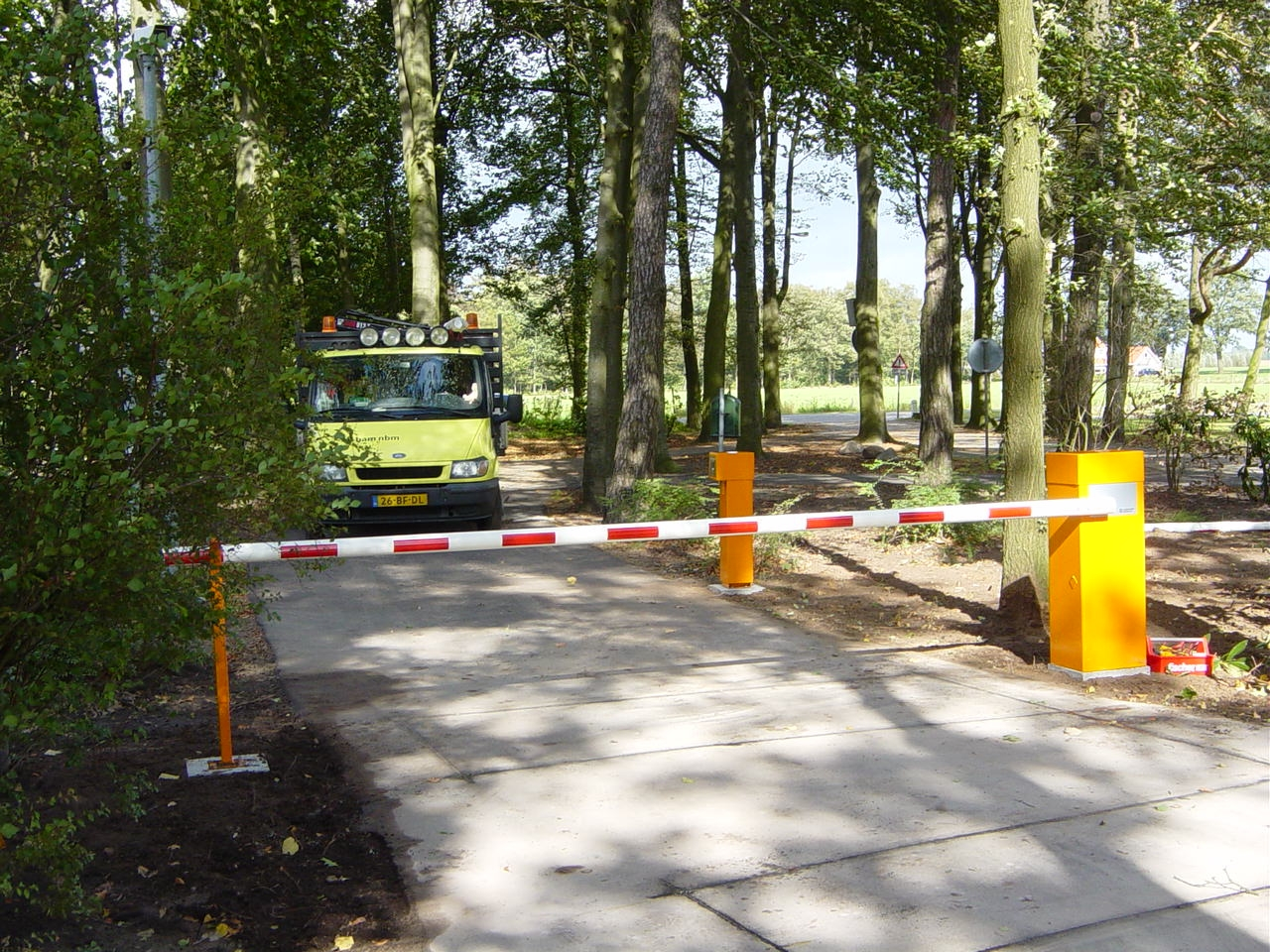
Un exemple del bucle d'inducció instal·lat a una barrera per vehicles.

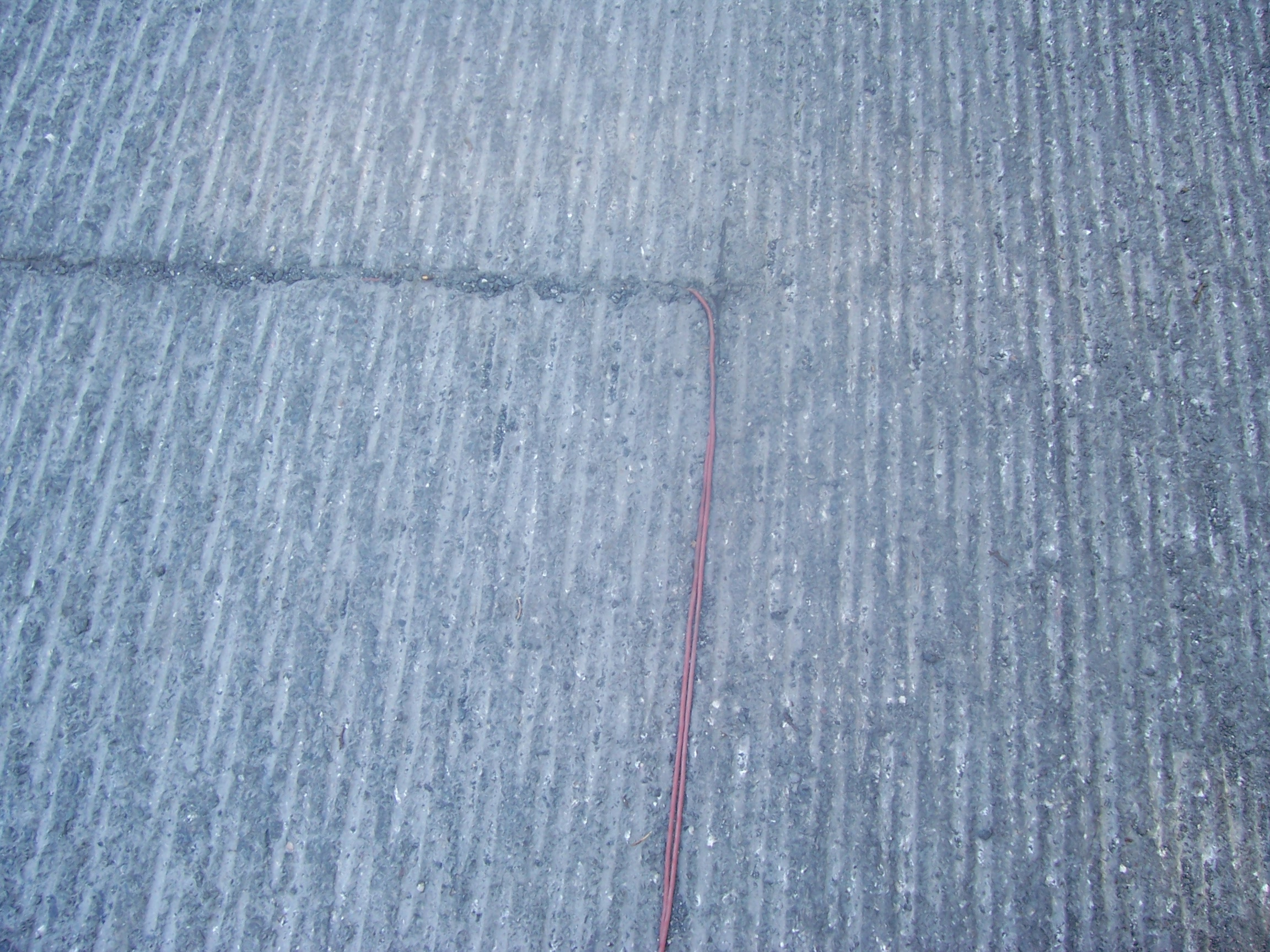
Un exemple del bucle d'nducció instal·lat a una carretera per cotxes i motos.

El  bucle d'inducció  és un terme usat per descriure un sistema electromagnètic de detecció, a partir del fet que un imant en moviment indueix un corrent elèctric en un cable a prop d'ell, o que un material ferromagnètic altera el camp magnètic d'una bobina quan es troba prop d'ella, i per tant, poden ser detectats.
Els bucles d'inducció s'utilitzen, per a la detecció d'objectes metàl·lics en els detectors de metalls, en els indicadors de presència de vehicles, en els sistemes de seguretat dels aeroports o en la transmissió i recepció de senyals de comunicacions.
Un cas particular dels bucles d'inducció és la transmissió d'audio per als assistents a una conferència amb l'avantatge que el senyal no surt de la sala (com seria el cas d'un senyal de ràdio)
L'"antena" d'una instal·lació de bucle d'inducció sol consistir en una o més voltes d'un element conductor.

## Aplicacions

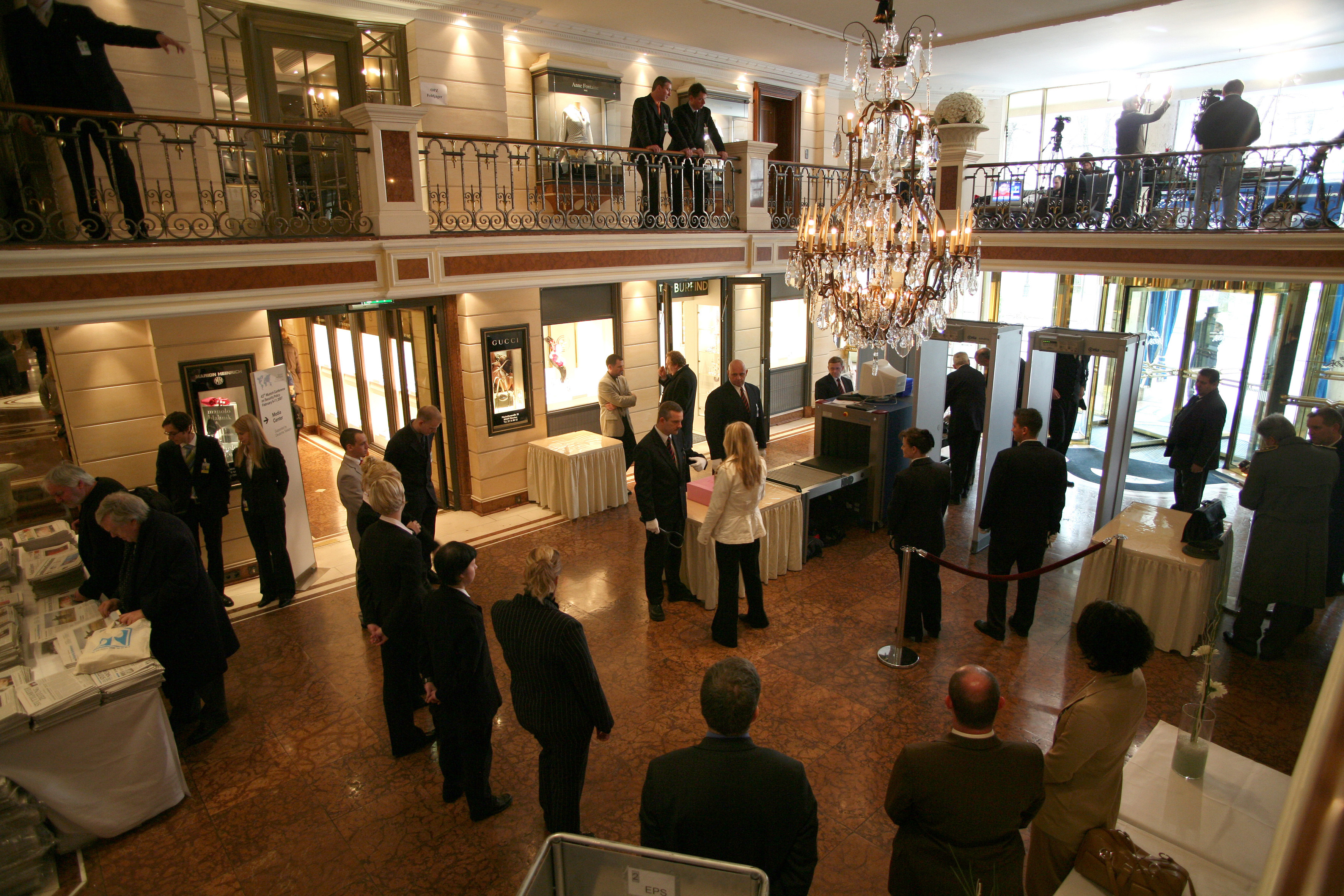
Bucle d'inducció instal·lat a un control de seguretat d'entrada

En la detecció de vehicles (per inducció) s'utilitzen llaços per comptar els vehicles que passen o arriben a un punt determinat, per exemple davant d'un semàfor, i en la gestió d'autopistes de trànsit. Un aïllament, bucle conductor de l'electricitat s'instal·la sota la carretera. Una tensió elèctrica es genera quan una majoria ferrosos (que conté ferro o acer) el cos passa a prop dels filferros o de bucle
Una definició alternativa popular de bucle d'inducció "és l'aplicat als detectors de metalls, on una gran bobina, que forma part d'un circuit de ressonància, és efectivament " desafinat " per la proximitat de la bobina d'un objecte conductor.
L'objecte detectat pot ser metàl·lic, (detecció de metalls i cables) o conductors/capacitiva (detecció de la cavitat)
Altres configuracions d'aquest equip utilitza dos o més bobines de recepció, i l'objecte detectat modifica l'acoblament inductiu o altera l'angle de fase de la tensió induïda a la bobina receptora en relació amb la bobina d'oscil·lador.

### Aplicacions històriques
- Un bucle d'inducció anti-submarí, va ser un dispositiu que servia per detectar un submarí des de la superfície amb vaixells que utilitzaven cables submergids, especialment dissenyats, connectats a un galvanòmetre.[1]

### Aplicacions actuals
- Comptadors de vehicles en carretera
- Detecció de vehicles en semàfors
- Detecció de vehicles en aparcaments
- Detector de metalls
- Bucle d'inducció d'àudio

### Principi de funcionament

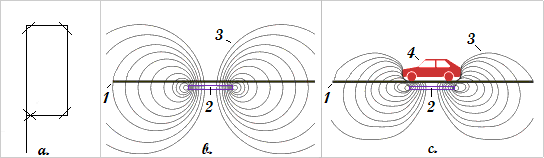
a. Disseny del bucle, b. Camp en situació de repòs, c. Camp en presència d'un objecte